# کریمو ربیح
کریمو ربیح (انگلیسی: Krimo Rebih; ۱ مهٔ ۱۹۳۲ – ۶ اکتبر ۲۰۱۲) بازیکن فوتبال اهل الجزایر بود.
از باشگاه‌هایی که در آن بازی کرده‌است می‌توان به باشگاه فوتبال اتحاد الجزایر و باشگاه فوتبال حمام الانف اشاره کرد.